# (1245) Calvinia
(1245) Calvinia est un astéroïde de la ceinture principale découvert le 26 mai 1932 par l'astronome sud-africain Cyril V. Jackson. Il a été nommé du nom de la ville sud-africaine Calvinia.

## Historique
Le lieu de découverte, par l'astronome sud-africain Cyril V. Jackson, est Johannesburg (UO).
Sa désignation provisoire, lors de sa découverte le 26 mai 1932, était 1932 KF.